# Chere
Chere（シエル）は、日本の女性歌手。

## 概要
- 1999年4月21日にzetimaから発売された『かまわないで…～ハート・唇・涙～/時の花束を抱えて』に収録された2曲は、日本テレビ『キスだけじゃイヤッ!』と、テレビ東京『開運!なんでも鑑定団』のそれぞれのエンディングテーマに採用された[1]。
- 2000年8月30日にはアルバム『All of you』が発売される。これまでに発売されたシングルの3曲が収録されている。収録されている3曲はエルセーヌのCMに用いられていた[2]。

## ディスコグラフィー

### シングル
- かまわないで…～ハート・唇・涙～/時の花束を抱えて[3]
- カスタード[4]
- Tangerine[5]

### アルバム
- All of you[6]